# Liste der Stolpersteine in Pulheim
In der Liste der Stolpersteine in Pulheim werden die vorhandenen Gedenksteine aufgeführt, die im Rahmen des Projektes Stolpersteine des Künstlers Gunter Demnig in Pulheim bisher verlegt worden sind.
Die erste Verlegung von 6 Stolpersteinen war am 13. März 2022.

## Verlegte Stolpersteine
| Bild | Person / Inschrift                                                                      | Adresse              | Verlegedatum  | Zusätzliche Informationen |
| ---- | --------------------------------------------------------------------------------------- | -------------------- | ------------- | ------------------------- |
|      | Hier wohnte Emma Stock geb. Adler Jg. 1869 gedemütigt/entrechtet tot 29.6.1940          | Nettegasse 11 (Lage) | 16. März 2022 |                           |
|      | Hier wohnte Jakob Stock Jg. 1869 deportiert 1942 Theresienstadt befreit                 | Nettegasse 11 (Lage) | 16. März 2022 |                           |
|      | Hier wohnte Helene Stock Jg. 1876 deportiert 1942 Theresienstadt ermordet 5.4.1944      | Nettegasse 11 (Lage) | 16. März 2022 |                           |
|      | Hier wohnte Berta Stock Jg. 1908 deportiert 1942 Theresienstadt 1944 Auschwitz ermordet | Nettegasse 11 (Lage) | 16. März 2022 |                           |
|      | Hier wohnte Hans Max Stock Jg. 1908 deportiert 1942 Maly Trostinec ermordet             | Nettegasse 11 (Lage) | 16. März 2022 |                           |
|      | Hier wohnte Hilde Stock verh. Altman Jg. 1911 Flucht 1939 England                       | Nettegasse 11 (Lage) | 16. März 2022 |                           |